# República Árabe Saarauí Democrática
A República Árabe Saarauí Democrática (em árabe: الجمهورية العربية الصحراوية الديمقراطية; em castelhano: República Árabe Saharaui Democrática), conhecida pela sigla RASD ou pela forma curta, República Saarauí, é um estado parcialmente reconhecido internacionalmente (ver artigo "Reconhecimento internacional da República Árabe Saarauí Democrática"), que reivindica soberania sobre todo o território do Saara Ocidental, o antigo Saara Espanhol, colônia espanhola ocupada em 1975 por Marrocos, após a celebração dos Acordos tripartidos de Madrid, firmados entre os representantes da Espanha, Marrocos e Mauritânia. Embora se encontre atualmente sob disputa entre a autoproclamada República Saarauí e o governo central de Marrocos, o território do Saara Ocidental, à luz do direito internacional, tem até hoje a Espanha como administrador de jure, estando o território do Saara Ocidental até hoje constando na lista da Organização das Nações Unidas (ONU) de territórios ainda não descolonizados.
A RASD foi autoproclamada pela Frente Polisário em 27 de fevereiro de 1976, em Bir Lehlou, no Saara Ocidental, e controla cerca de 20 a 25% do território que reclama como seu. A RASD define os territórios sob seu controle como territórios libertados ou Zona Livre. Marrocos controla e administra o resto do território e chama estas terras de Províncias do sul. O governo da RASD considera esses territórios como regiões ocupadas e não existe nenhum país no mundo que reconheça como legal a ocupação por Marrocos.
Marrocos já reivindicava a soberania sobre o Saara Ocidental desde os tempos de colonização espanhola. Após a adoção da declaração sobre a concessão de independência aos países e aos povos coloniais (resolução 1514 (XV) da Assembleia Geral de 14 de dezembro de 1960)  pela Assembleia Geral da ONU, a Espanha tentou realizar um referendo sobre a autodeterminação do Saara Ocidental, em 1974. Antes que isso fosse possível, Marrocos e a Mauritânia persuadiram a Assembleia Geral da ONU a solicitar uma opinião da Corte Internacional de Justiça sobre a reivindicação de soberania. A CIJ sustentou que qualquer laço que os dois países mantivessem com o Saara Ocidental não deveria afetar a descolonização do território. O Tribunal declara que, na época da colonização espanhola, o Sahara não era terra nullius; existiam laços jurídicos entre o sultão de Marrocos e algumas tribos que habitavam o território, assim como direitos, incluindo alguns direitos à terra, e que existiam vínculos jurídicos entre o território e a entidade mauritana. Mas que, no entanto, não fora estabelecida a existência de vínculo de soberania entre o território do Sahara Ocidental, por um lado, e o Reino de Marrocos ou a entidade da Mauritânia para o outro, pelo que o Tribunal não verificou a existência de vínculos jurídicos que, pela sua natureza, possam alterar a aplicação da Resolução 1514 e, em particular, o princípio da livre determinação através da expressão livre e genuína da vontade do povo do território.
A RASD é reconhecida por mais 80 estados, e é membro pleno da União Africana (da qual Marrocos é o único país africano a não fazer parte) desde 1984, mas não é reconhecida pela ONU, que considera o Saara Ocidental um dos últimos "territórios não autônomos" do mundo, lista em que o território está incluído desde a década de 1960 e na 4a Comissão para a descolonização.

## História
Em 13 de dezembro de 1974, a Assembleia Geral da ONU aprovou a Resolução n° 3.292, referente à solicitação de parecer consultivo à Corte Internacional de Justiça  sobre as seguintes questões:
- O Saara Ocidental (Sakiet El Hamra e Rio de Oro) era, no momento da colonização pela Espanha, um território pertencente a ninguém (terra nullius)?
- Em caso negativo, quais eram os vínculos jurídicos entre esse território, o Reino de Marrocos e a Mauritânia?

Em resposta à primeira questão, o Tribunal respondeu: "Não". O Saara Ocidental não era terra nullius. Na verdade, o Saara Ocidental pertencia a um povo. Tratava-se de terras "habitadas por povos que, se nômades, eram socialmente e politicamente organizados em tribos lideradas por chefes aptos a representá-las". Segundo a Corte Internacional de Justiça (CIJ), portanto, o Saara Ocidental, à época da colonização espanhola, não era uma "terra de ninguém", sendo habitada pelos "indígenas saarianos": os saarauís ocidentais; que podiam responder pelo território.
Na resposta à segunda pergunta, a Corte Internacional de Justiça informou não ter encontrado nenhuma evidência de quaisquer laços jurídicos de soberania territorial entre o Saara Ocidental e Marrocos. Portanto, a CIJ decidiu que a população saarauí nativa era o poder soberano no Saara Ocidental, formalmente conhecido como Saara Espanhol. No entanto, Marrocos e Mauritânia ignoraram a decisão do tribunal e invadiram o Saara Ocidental. Como resultado, a Frente Polisário travou uma guerra nacionalista contra os novos ocupantes. Em 1979, a Mauritânia abandonou todas as reivindicações de sua porção do território e assinou um tratado de paz com a Frente Polisário, em Argel.  Mas a guerra continuou entre as forças Polisário e o exército real de Marrocos, até que a ONU patrocinou um cessar-fogo entre os antagonistas, em 1991.
No mesmo ano, o Conselho de Segurança adotou a sua resolução 690 (29 de abril de 1991), que estabeleceu a Missão das Nações Unidas para o referendo no Saara Ocidental (MINURSO). O Conselho pediu um referendo para oferecer ao povo saarauí a escolha entre a independência ou a incorporação a Marrocos.
Em 1975,  um parecer de uma  comissão de observadores da	ONU  confirmou	 o desejo  de	independência  do povo do Saara Ocidental, quanto o parecer da	 Corte Internacional de  Justiça. No entanto, a	 Espanha - que	 atravessava	 um	 período politicamente incerto,  em virtude	dos  problemas de saúde	de Francisco Franco e	do  fim do	 franquismo outorgou a	 administração do  Saara Ocidental aMarrocos e à Mauritânia, através do  Acordo  de Madrid, assinado secretamente em 14 de novembro de	1975,  e que, segundo Carlos Ruiz Miguel, catedrático de Direito Constitucional da   Universidade de Santiago de Compostela foi, para a Espanha,  "um dos	 documentos	 mais infamantes  e com mais  perniciosos  efeitos de toda a  sua história".
Não	obstante	 a transgressão	havida	no	plano	jurídico,	com 	o	Acordo	de	Madrid,	a	Espanha, ao entregar o Saara Ocidental aMarrocos	ignorou	 também o desejo	de	autodeterminação	do	povo	saarauí.	
Marrocos enviou 350 mil civis para a região — um movimento conhecido como Marcha Verde — e garantiu o controle sobre dois terços do território (a porção norte). Ao mesmo tempo, a Mauritânia, ocupou a porção restante. Pouco depois, a Frente Polisario deu início à guerra de guerrilha contra ambos, Marrocos e Mauritânia. Bombardeios sobre cidades saarauís por parte do exército marroquino forçaram o deslocamento de dezenas de milhares de refugiados para a Argélia. A Frente Polisario foi bem sucedida em expulsar a Mauritânia do território – as partes logo firmaram um acordo, em 5 de agosto de 1979, no qual a Mauritânia renunciou a suas reivindicações.
Depois da Cúpula da  Organização da Unidade Africana, realizada em Nairóbi em 1981, uma resolução referente à implementação de uma solução para o conflito foi estabelecida em conjunto com a ONU. Um cessar-fogo seria aplicado com o apoio de uma força conjunta fornecida pelas duas organizações. Em 1991, o Conselho de Segurança da ONU aprovou a resolução 690, estabelecendo a Minurso, com o objetivo de monitorar o cessar-fogo e realizar o plebiscito.
A missão da Minurso nunca foi totalmente cumprida. Desde o estabelecimento da operação, o referendo nunca foi realizado. O maior impedimento foi a questão de quem era apto a votar. Entre maio de 1993 e maio de 1996, um comitê de identificação da Minurso processou potenciais eleitores. Sua elegibilidade estava baseada no censo de 1974, conduzido pela Espanha antes de ceder o Saara Ocidental aMarrocos e antes da Marcha Verde. O rei Hassan II d Marrocos apresentou 120 mil nomes de votantes que não estavam incluídos no censo de 1974. Antes de completar o processo de identificação, a ONU suspendeu o comitê e retirou a maior parte de seu pessoal civil.
Em uma tentativa de alcançar um acordo, o enviado especial da ONU para o conflito, o diplomata James Baker, propôs uma minuta de acordo em 2001. Essa proposta daria autonomia aos saarauís sob a soberania marroquina durante um período de quatro anos de transição, seguido por um referendo. Essa proposta foi rejeitada pela Frente Polisario e Baker apresentou uma nova proposta na qual o Saara Ocidental seria uma região semiautônoma dentro de Marrocos durante o período de transição. Essa ideia foi rejeitada por Marrocos.
As negociações entre Marrocos e a Frente Polisario estão ainda em andamento mas sem resultados concretos. Enquanto a OUA e outros Estados reconhecem a RASD como Estado independente, Marrocos insiste que a Frente Polisario não é um interlocutor legítimo para as conversações. Depois de muitas tentativas mal sucedidas, Christopher Ross, enviado pessoal do secretário-geral da ONU para tratar do conflito, sugeriu encontros preparatórios informais em 2009 antes de realizar cinco rodadas de negociações. Desde 1976, quando a Frente Polisário proclamou a independência da República Árabe Saarauí Democrática (RASD) no Saara Ocidental, o povo saarauí vem lutando para tornar-se independente. Os saarauís estão separados por um muro de mais de 2 mil quilômetros, construído por Marrocos. As pessoas que ficaram a leste do muro ficaram sob o domínio de Marrocos; aqueles que ficaram na zona oriental tiveram de aprender a sobreviver à base de ajuda humanitária em uma das regiões mais inóspitas do deserto do Saara. Ao longo dessas décadas, múltiplas resoluções das Nações Unidas e da comunidade internacional que reconhecem o direito à autodeterminação do povo saarauí vêm sendo desrespeitadas. Mais de 80 países, como África do Sul, Cuba e Argélia, reconhecem a RASD, mas apenas formalmente.
"Esperamos há mais de 20 anos que a ONU aplique as resoluções assumidas. Em 1991, o governo de Marrocos e a Frente Polisário chegaram a um acordo para que Marrocos retirasse suas tropas e pudéssemos realizar um plebiscito. Assim o povo poderia decidir pela independência ou pela anexação a Marrocos. Mas isso nunca se realizou. Estamos indignados com essa situação e acreditamos que o Brasil, por sua importância no cenário internacional, pode contribuir muito com a nossa causa", declarou Karim Lagdaf, representante do governo saarauí em visita ao Brasil, em abril de 2012. "Marrocos nos nega nossa dignidade. Não podemos usufruir de nossas próprias riquezas. Vivemos sob o preconceito e o constante desrespeito aos direitos humanos […] Temos jovens que cresceram nesses acampamentos de refugiados e não sabem o que é uma vida livre. Por quanto tempo eles concordarão em sobreviver nessa situação?", diz Karim. Os interesses de Marrocos pela riqueza mineral das terras saarauís (uma das maiores reservas de fosfato do mundo, além de petróleo) obrigam o governo monárquico marroquino a gastar mais de 2 milhões de dólares diários para controlar militarmente o Saara Ocidental.

## Política e administração
A constituição da República Árabe Saarauí Democrática foi revista em 1991 e 1995. Em 1999, a RASD aprovou uma nova constituição.

### Governo
A Frente Polisário é o único partido da RASD. O cargo mais alto é o do Presidente da República, atualmente Brahim Gali, que é apoiado pelo Primeiro Ministro, atualmente Bucharaya Hamudi Beyun. A estrutura governamental da RASD consiste num Conselho de Ministros, um poder judicial e o Conselho Nacional Saaraui que exerce o poder executivo.

### Organização territorial
Atualmente, a RASD ocupa e administra a Zona Franca, no território do Sahara Ocidental, e as populações dos campos de refugiados de Tindouf, na Argélia. A Zona Franca está dividida em sete regiões militares.
O território do Saaara Ocidental seria subdividido, em caso de ocupação pela República Árabe Ssaarauí Democrática, em seis províncias: Auserd, Assa Zag, Bojador, Smara, Laayoune e Oued Ed-Dahab.

### Forças Armadas
O Exército de Libertação Popular Saaraui é a força de defesa da República Árabe Saarauí Democrática e serviu anteriormente como braço armado da Frente Polisário antes da fundação da República.

## Reconhecimento internacional
Em setembro de 2022, a República Árabe Saarauí Democrática foi reconhecida por 85 Estados. Destes, 39 "congelaram" ou "retiraram" o reconhecimento por uma série de razões. Um total de 29 Estados da ONU mantêm uma embaixada da RASD, sendo o Vietnã a única nação que não hospeda uma embaixada, mas apenas envia sua própria missão. Existem embaixadas saarauís em 18 Estados. Seis Estados da ONU têm outras relações diplomáticas, enquanto outras nove nações da ONU e a Ossétia do Sul também reconhecem o Estado por regimes anteriores ou por meio de acordos internacionais no passado, mas não têm nenhuma relação ativa no momento.
O Paraguai, a Austrália, o Brasil, e a Suécia votaram internamente para reconhecer a RASD, mas nenhum deles a ratificou ainda.
Embora não seja reconhecida pela ONU, a RASD é membro pleno da União Africana (UA, anteriormente Organização da Unidade Africana, OUA) desde 1982. Marrocos retirou-se da OUA em protesto durante 1984 e, desde a admissão da África do Sul na OUA em 1994, foi o único membro africano da ONU que não era também membro da UA, até ser readmitido em 30 de janeiro de 2017. A RASD participa como convidada em reuniões do Movimento dos Países Não Alinhados e da Nova Parceria Estratégica Asiático-Africana, apesar das objeções marroquinas à participação na RASD.
A RASD também participou numa conferência da Conferência Permanente dos Partidos Políticos da América Latina e das Caraíbas (COPPAL) em 2006; o embaixador da RASD na Nicarágua participou na conferência de abertura do Parlamento Centro-Americano em 2010, e uma delegação da RASD participou na reunião da COPPPAL e da Conferência Internacional dos Partidos Políticos Asiáticos na Cidade do México em 2012.
Em 27 de Fevereiro de 2011, o 35.º aniversário da proclamação da RASD foi realizado em Tifariti, Saara Ocidental. Delegações, incluindo parlamentares, embaixadores, ONGs e ativistas de muitos países participaram neste evento.
A RASD não é membro da Liga Árabe nem da União do Magrebe Árabe, ambas as quais incluem Marrocos como membro pleno.

## Aspectos físicos
A região do Saara Ocidental é predominantemente plano, baixo e desértico com pequenas montanhas rochosas no sul e no nordeste. O clima é quente e seco, as fontes de água são esparsas e menos de 1% da terra é arável. Por conta disso, a pesca é a principal fonte de indústria e também de alimento. O fósforo e o minério de ferro são os recursos naturais mais importantes. Marrocos controla toda a costa e assinou,  com a União Europeia, um acordo  que permite a pesca, por barcos europeus, nas águas do Saara Ocidental.

## Galeria

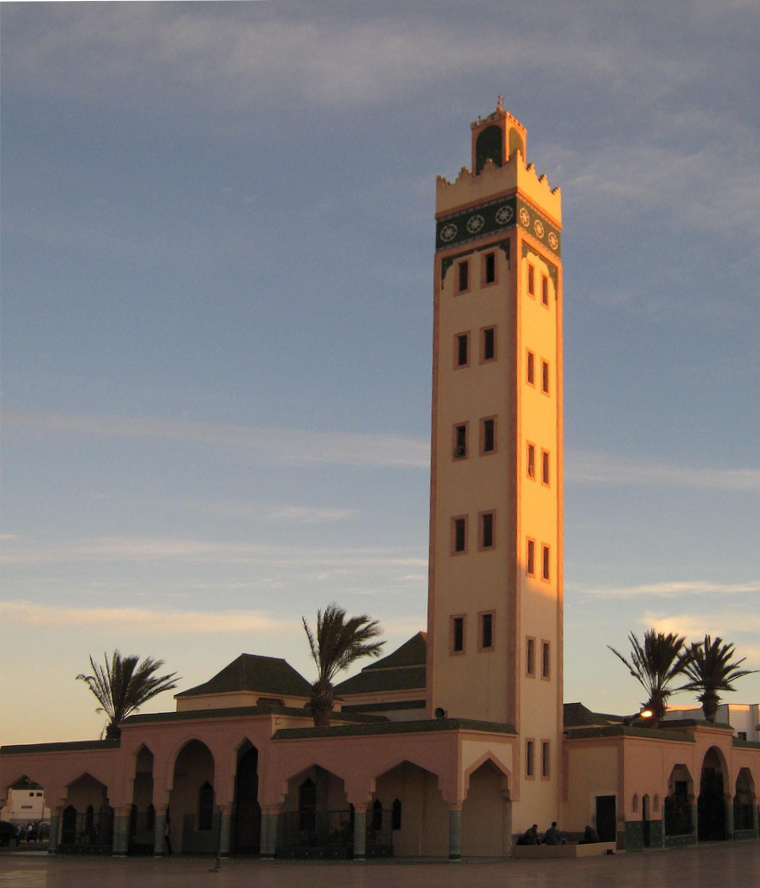
Uma mesquita em Dakhla, uma cidade sob controle marroquino
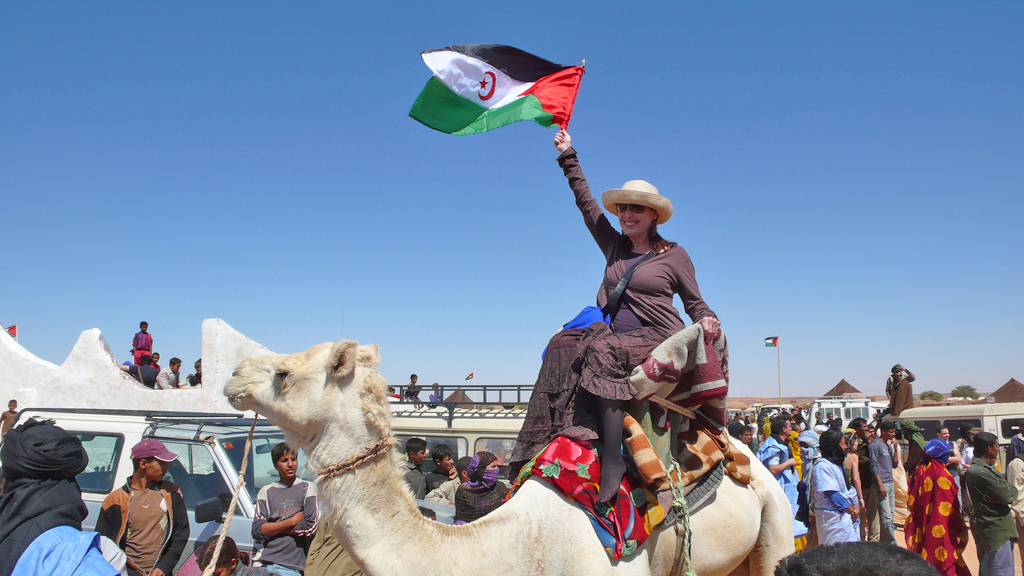
A atriz espanhola Verónica Forqué no Festival de Cinema do Saara.
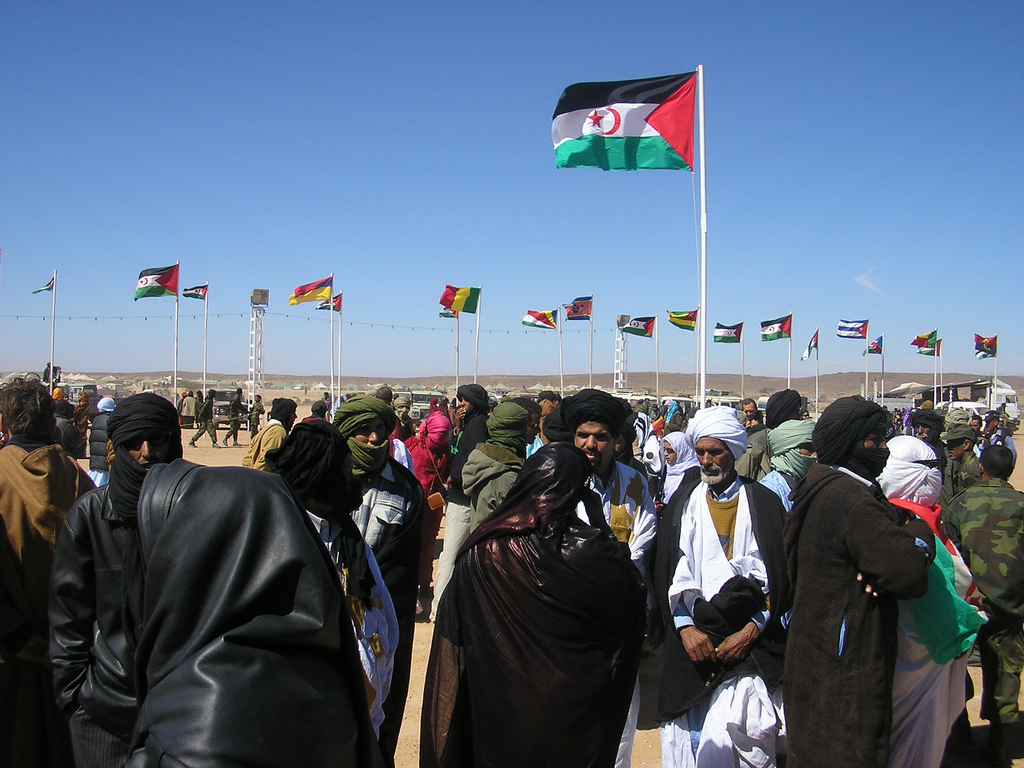
Comemoração do 30.º dia da independência em Tifariti, territórios libertados, Saara Ocidental